# Erwann Le Péchoux
Erwann Le Péchoux (Pertuis, 13 de janeiro de 1982) é um esgrimista de florete francês, medalhista olímpico. 

## Carreira

### Rio 2016
Erwann Le Péchouxrepresentou seu país nos Jogos Olímpicos de Verão de 2016, no florete, no individual não medalhou. Na competição por equipes conquistou a prata ao lado de Jérémy Cadot, Enzo Lefort e Jean-Paul Tony Helissey.
Le Pechoux é casado com a esgrimista tunisiana Inès Boubakri.